# ایوان مارکوف
ایوان مارکوف (انگلیسی: Ivan Markov؛ زادهٔ ۱۴ سپتامبر ۱۹۸۸) وزنه‌بردار اهل بلغارستان است.
وی در مسابقات کشوری و بین‌المللی در مجموع برندهٔ ۱ مدال طلا، ۳ مدال نقره شده‌است.